# Villa penai
Villa penai är en tvåvingeart som beskrevs av Hall 1976. Villa penai ingår i släktet Villa och familjen svävflugor. Inga underarter finns listade i Catalogue of Life.